# Harold Phillipoff
Harold Michael „Hal“ Phillipoff (* 14. Februar 1956 in Kamsack, Saskatchewan) ist ein ehemaliger kanadischer Eishockeyspieler, der im Verlauf seiner aktiven Karriere zwischen 1973 und 1982 unter anderem 147 Spiele für die Atlanta Flames und Chicago Black Hawks in der National Hockey League (NHL) auf der Position des linken Flügelstürmers bestritten hat. Seinen größten Karriereerfolg feierte Phillipoff, der den Spielertyp des Power Forwards verkörperte, jedoch in Diensten der Nova Scotia Voyageurs mit dem Gewinn des Calder Cups der American Hockey League (AHL) im Jahr 1977.

## Karriere

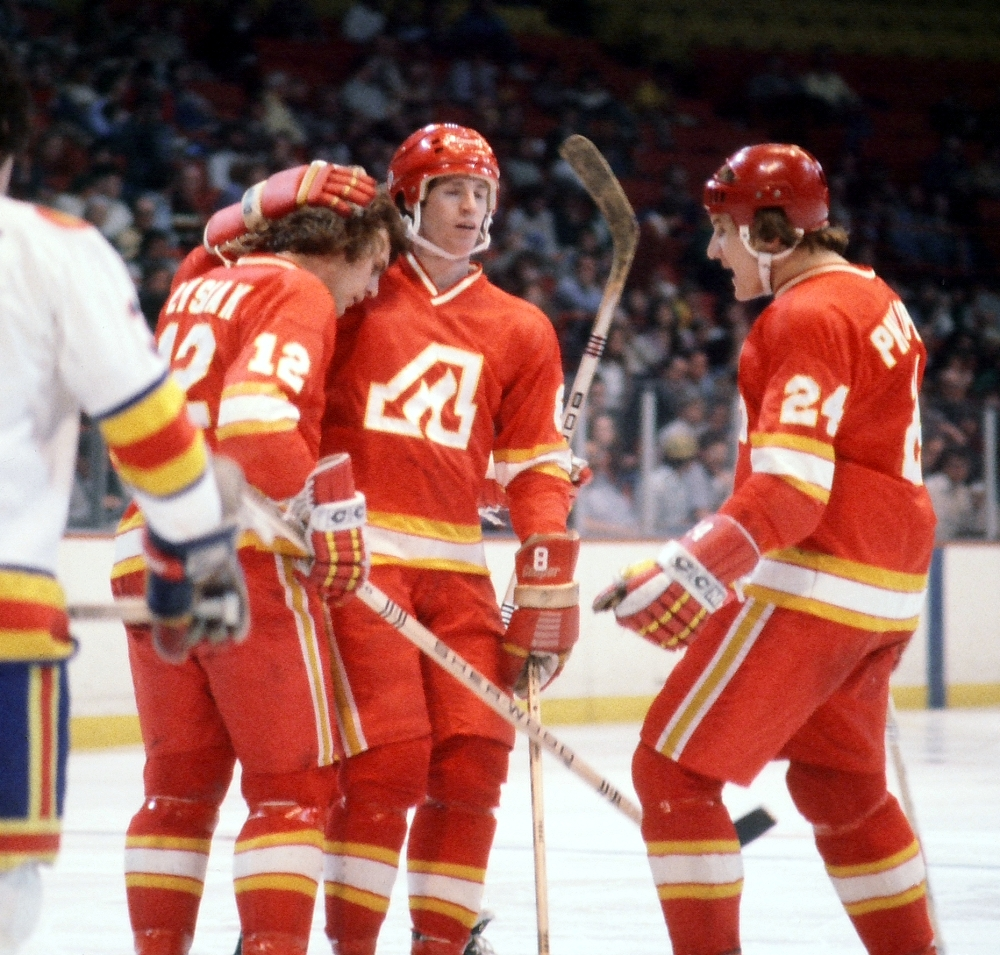
Phillipoff (rechts) im Trikot der Atlanta Flames

Phillipoff spielte während seiner Juniorenzeit zunächst in der British Columbia Junior Hockey League (BCJHL), wo er in der Saison 1973/74 für das US-amerikanische Franchise der Bellingham Blazers aufs Eis ging. Zum Ende der Spielzeit wechselte der Angreifer in die höherklassige Western Canada Hockey League (WCHL). Dort spielte er fortan für die New Westminster Bruins, die in der Mitte der 1970er-Jahre eines der besten kanadischen Juniorenteams überhaupt waren. Mit den Bruins gewann Phillipoff in den Jahren 1975 und 1976 jeweils den President’s Cup, die Meisterschaftstrophäe der WCHL. Daran war der robuste Stürmer maßgeblich beteiligt. In beiden Playoff-Kampagnen sammelte er in 33 Einsätzen 34 Scorerpunkte. Der Gewinn des prestigeträchtigen Memorial Cups blieb dem Team während Phillipoffs Zugehörigkeit aber verwehrt. Dennoch stand er im Jahr 1976 im All-Star Team des Turniers. Anschließend wurde er im NHL Amateur Draft 1976 in der ersten Runde an zehnter Stelle von den Atlanta Flames aus der National Hockey League (NHL) ausgewählt. Ebenso zogen ihn die Edmonton Oilers aus der zu dieser Zeit mit der NHL konkurrierenden World Hockey Association (WHA) im WHA Amateur Draft 1976 in der dritten Runde an 28. Position.
Vor dem Beginn der Saison 1976/77 erhielt der Kanadier schließlich einen Profivertrag bei den Atlanta Flames, die ihn aber zunächst an die Nova Scotia Voyageurs aus der American Hockey League (AHL) ausliehen, die zu dieser Zeit das Farmteam der Canadiens de Montréal waren. In Diensten der Voyageurs konnte der Rookie in einer untergeordneten Rolle am Saisonende den Calder Cup gewinnen. Dennoch beeindruckte er mit seiner versatilen Spielweise als Power Forward die Verantwortlichen der Atlanta Flames so sehr, dass er zum Beginn der Spielzeit 1977/78 einen Kaderplatz im NHL-Aufgebot Atlantas erhielt. Das Vertrauen zahlte der 21-Jährige mit 53 Scorerpunkten in 67 Einsätzen mehr als zurück. Allerdings erfolgte seitens Phillipoffs in der folgenden Saison keine Steigerung, sodass er im März 1979 Teil des bis dato – an involvierten Spielern gemessen – größten Transfergeschäfts der NHL-Geschichte war. Neben ihm wechselten mit Pat Ribble, Greg Fox, Tom Lysiak und Miles Zaharko gleich fünf Spieler zu den Chicago Black Hawks, während Ivan Boldirev, Phil Russell und Darcy Rota den entgegengesetzten Weg nach Atlanta antraten.
In Chicago gelang es dem Kanadier jedoch auch nicht, an seine Leistungen aus seinem Rookiejahr anzuknüpfen. Im restlichen Saisonverlauf bereitete er in 14 Spielen lediglich vier Tore vor, und nachdem er zum Start der Saison 1979/80 in neun Einsätzen punktlos geblieben war, trennten sich die Black Hawks in einem erneuten Transfer von ihm. Mit Dave Logan wurde er im Tausch für Ron Sedlbauer an die Vancouver Canucks abgegeben. Allerdings schaffte er es dort nicht, sich für einen Platz im NHL-Kader zu empfehlen. Stattdessen war er im restlichen Verlauf des Spieljahres für das Farmteam Dallas Black Hawks in die Central Hockey League (CHL) aktiv. In der Folge wurde sein Vertrag in Vancouver nicht verlängert, woraufhin sich Phillipoff den Oklahoma City Stars aus der CHL anschloss, die er nach 13 Einsätzen aber verließ und die Saison bei den Fredericton Express in der AHL beendete. Nach der Saison zog sich der Stürmer im Alter von 26 Jahren aus dem aktiven Sport zurück. 

## Erfolge und Auszeichnungen
- 1975 President’s-Cup-Gewinn mit den New Westminster Bruins
- 1976 President’s-Cup-Gewinn mit den New Westminster Bruins
- 1976 Memorial Cup All-Star Team
- 1977 Calder-Cup-Gewinn mit den Nova Scotia Voyageurs

## Karrierestatistik
(Legende zur Spielerstatistik: Sp oder GP = absolvierte Spiele; T oder G = erzielte Tore; V oder A = erzielte Assists; Pkt oder Pts = erzielte Scorerpunkte; SM oder PIM = erhaltene Strafminuten; +/− = Plus/Minus-Bilanz; PP = erzielte Überzahltore; SH = erzielte Unterzahltore; GW = erzielte Siegtore; 1 Play-downs/Relegation; Kursiv: Statistik nicht vollständig)